# Камінь-Садат
Ка́мінь-Сада́т (рос. Камень-Садат) — селище у складі Тісульського округу Кемеровської області, Росія.

## Населення
Населення — 9 осіб (2010; 31 у 2002).
Національний склад (станом на 2002 рік):
- росіяни — 97 %